# Подеблоце
Подеблоце (пол. Podebłocie) — село в Польщі, у гміні Троянув Ґарволінського повіту Мазовецького воєводства.
Населення — 1040 осіб (2011).

## Демографія
Демографічна структура станом на 31 березня 2011 року:
|          | Загалом | Допрацездатний вік | Працездатний вік | Постпрацездатний вік |
| -------- | ------- | ------------------ | ---------------- | -------------------- |
| Чоловіки | 510     | 115                | 340              | 55                   |
| Жінки    | 530     | 113                | 304              | 113                  |
| Разом    | 1040    | 228                | 644              | 168                  |